# Forum zur Beobachtung der Biowissenschaften und ihrer Technologien
BioSkop e.V. – Forum zur Beobachtung der Biowissenschaften und ihrer Technologien ist ein 1995 gegründeter deutscher gemeinnütziger Verein mit Sitz in Essen, der sich mit der kritischen Beobachtung der Biowissenschaften, mit bioethischen bzw. medizinethischen Themen wie Bioethik, Organtransplantation, Patientenverfügungen, Reproduktionsmedizin, Gentests, Forschung am Menschen, Euthanasie/Sterbehilfe, Korruption im Krankenhaus sowie mit der Thematik des Einsperrens, Ausgrenzens und Selektion in der Anstalt beschäftigt.

## Methoden

### Stellungnahmen zu Gesetzen
- z. B.: Stellungnahmen zum Transplantationsgesetz bzw. zu den Entwürfen zum Transplantationsgesetz[2]
- Keine ärztliche Beihilfe zur Selbsttötung.[3] Stellungnahme von Omega – Mit dem Sterben leben e.V. und BioSkop e.V.

### Publikationen
- Die Zeitschrift BIOSKOP bietet unabhängige Recherche und Antworten in Fragen der Biowissenschaft, Berichte zu Themen wie Humangenetik, Transplantationsmedizin, Humanexperimente, Euthanasie, Bioethik, Rationierung im Gesundheitswesen, Tipps zu Materialien, Meldungen zu Aktionen und Kampagnen, verschafft Kontaktmöglichkeiten zu Kritikerinnen und Kritikern.[4]
- Newsletter Behindertenpolitik: Der Zeitschrift BIOSKOP liegt der Newsletter Behindertenpolitik bei, ein Nachfolger der autonomen kritischen Behindertenzeitschrift Die Randschau.
- Broschüren, Flyer, Dokumentationen

### Kampagnen (Auswahl)
- Mal nachfragen beim Krankenhaus: Aktion für mehr Transparenz zu Biobanken[5]
- Leben bis zuletzt – mit Menschen statt Papieren: Kern des Aufrufs ist die Selbstverpflichtung von Hospizen, vorformulierte Patientenverfügungen, die tödliche Therapie- und Versorgungsabbrüche bei einwilligungsunfähigen Menschen einfordern, weder anzuerkennen noch zu verbreiten.[6]

### Sonstiges (Auswahl)
- Erika Feyerabend, BioSkop e.V. war Patin einer Frage beim 1000-Fragen-Projekt der Aktion Mensch:

„Ich habe eine Patientenverfügung gemacht. Wer garantiert mir, dass gemäß meinem Willen zu einem von mir bereits definierten Zeitpunkt die Maschinen wirklich abgestellt werden und ich damit von Schmerzen erlöst werde?“
- Tagung Zwischen Selbstvertretung und bioindustriellem Komplex 2004 in Essen[8]